# Катамнез
Ката́мнез (от др.-греч. κατα- — приставка, здесь обозначающая завершение действия, и μνημονεύω — вспоминаю) — вся медицинская информация о пациенте, собираемая однократно или многократно по окончании первичного наблюдения над ним. Катамнез составляют после выписки из стационара, последнего обследования или какого-либо лечения и т. п.
Источниками для сбора катамнеза являются данные медицинского обследования и беседы с пациентом, выписки из истории болезни, а также сведения, полученные от родственников и близких пациента. Данные катамнеза важны во всех областях клинической медицины, однако наиболее ценны в психиатрии. Катамнез позволяет анализировать историю болезни психических больных на всём протяжении заболевания с учётом проведённого лечения.
Термин впервые употреблен немецким психиатром Гагеном (1814—1888).